# 水社野牡丹
水社野牡丹（学名：Melastoma intermedia）为野牡丹科野牡丹属下的一个种。其种加词“intermedia”意为“中间的”。